# Хопкинс, Джексон
Джексон Пол Ли Хопкинс (англ. Jackson Paul Lee Hopkins; род. 1 июля 2004, США) — американский футболист, полузащитник клуба «Ди Си Юнайтед».

## Клубная карьера
Хопкинс — воспитанник клуба Нью-Йорк Ред Буллз и «Ди Си Юнайтед». 28 июля 2021 года в поединке против «Чарльстон Баттери» игрок дебютировал за дублирующий состав последних в USL. 17 апреля 2022 года в матче против «Остина» он дебютировал в MLS.

## Международная карьера
В 2023 году в составе олимпийской сборной США Хопкинс принял участие в Панамериканских играх в Чили. На турнире он сыграл в матчах против команд Бразилии, Гондураса, Колумбии, Чили и Мексики. 